# Камберленд — Колчестер — Маскодобит-Вэлли
Ка́мберленд — Ко́лчестер — Маскуодобо́йт-Вэ́лли (Cumberland—Colchester—Musquodoboit Valley; прежде известный как Камберленд — Северный Колчестер, Камберленд — Колчестер и Север Новой Шотландии) — канадский федеральный избирательный округ в провинции Новая Шотландия.
Он включает в себя перешеек Чигнекту, связывающий Новую Шотландию с Нью-Брансуиком (графства Камберленд и Колчестер), а также долину Маскуодобойт в графстве Галифакс.
Его население составляет 87 507, в том числе 70 036 избирателей на площади 10 086 км². Смежными округами являются Центр Новой Шотландии, Саквилл — Восточный берег, Кингс — Хэнтс и Босежур.
Нынешним депутатом является консервативный депутат Скотт Армстронг.

## Демографическая информация
- Этнические группы: 96,7 % белые, 1,6 % индейцы, 1,2 % чёрные
- Языки: 97,5 % английский, 1,4 % другие
- Религии: 65,7 % протестанты, 17,5 % католики, 1,3 % другие христиане, 15,1 % без принадлежности
- Средний доход: $22 785

## Итоги выборов
|       | Кандидат        | Партия         | Число голосов | % голосов |
| ----- | --------------- | -------------- | ------------- | --------- |
|       | Скотт Армстронг | Консервативная | 21 041        | 52,46 %   |
|       | Джим Барроус    | Либеральная    | 7264          | 18,11 %   |
|       | Уэнди Робинсон  | НДП            | 9322          | 23,24 %   |
|       | Джейсон Бланк   | Зелёная        | 2109          | 5,26 %    |
|       | Джим Гнатюк     | Наследие       | 375           | 0,93 %    |
| Итого | Итого           | Итого          | 40 111        | 100 %     |

|       | Кандидат         | Партия         | Число голосов | % голосов |
| ----- | ---------------- | -------------- | ------------- | --------- |
|       | Джоэл Э. Бернард | Консервативная | 3 493         | 8,83 %    |
|       | Трейси Парсонс   | Либеральная    | 3 344         | 8,45 %    |
|       | Карин Олсон      | НДП            | 4 874         | 12,32 %   |
|       | (б) Билл Кейси   | Независимый    | 27 303        | 69,01 %   |
|       | Рик Симпсон      | Независимый    | 550           | 1,39 %    |
| Итого | Итого            | Итого          | 39 564        | 100 %     |

## История
Округ Камберленд — Северный Колчестер появляется в 1966 и включает в себя Камберленд и Колчестер — Хэнтс. В 1976 графство Колчестер было полностью отнесено к этому округу, который стал тогда называться Камберленд — Колчестер.
В 2003 Камберленд — Колчестер был упразднён и вошёл в состав нового округа Север Новой Шотландии. В 2004 последний был переименован в Камберленд — Колчестер — Маскуодобойт-Вэлли.
1. 1968-1988 — Роберт Коутс, ПК
2. 1988-1993 — Билл Кейси, ПК
3. 1993-1997 — Дианна Брашетт, ЛПК
4. 1997-2009 — Билл Кейси, ПК (1997—2003), КПК (2003—2007) и Нез. (2007—2009) (2)
5. 2009¹-…… — Скотт Армстронг, КПК

¹ = частичные выборы